# Ambelákia
Ambelákia (en grec moderne : Αμπελάκια) est un village du dème de Tempé, dans le district de Larissa, dans la périphérie grecque de Thessalie.
La localité comptait 510 habitants selon le recensement de 2001 et 388 habitants en 2011.
Elle est célèbre pour sa grande coopérative d'agriculteurs, artisans, ouvriers et marchands (soit au total quelque 6 000 membres) tous engagés à des titres divers dans la production et la vente de fils de coton rouges et blancs à la fin du XVIIIe siècle et au début du XIXe siècle.
Le village, classé « établissement traditionnel de Grèce » depuis 1978, comporte de riches demeures de l'époque ottomane, notamment le manoir Georgios-Schwartz.